# Johanna Chusa
Johanna († im 1. Jahrhundert in Palästina) war die Frau des Chusa (oft auch Chuza oder Chuzas), eines Beamten des Herodes Antipas. Sie wird in der römisch-katholischen Kirche verehrt, ihr Fest ist am 24. Mai. Für diesen Tag wird sie im neuen Martyrologium Romanum von 2001 an zweiter Stelle genannt. Auch in der Lutherischen Kirche – Missouri-Synode wird ihrer gedacht, dort am 3. August.
Nach biblischer Überlieferung hatte Jesus sie von einer Krankheit geheilt, woraufhin sie ihn mit anderen Frauen bei seinen Predigtwanderungen begleitete. In der Bibel wird sie an zwei Stellen namentlich genannt. Bei Lk 8,3  wird gesagt, dass Johanna zu den Frauen zählte, die Jesus und seinen Jüngern mit ihrem Vermögen diente. Bei Lk 24,10  wird erwähnt, dass sie zu den Frauen zählte, die am Ostermorgen das Grab Jesu aufsuchten. Im Martyrologium Romanum (2001) wird gesagt, dass sie den Jüngern von der Auferstehung Jesu Christi berichtete.